# 小娃娃皮
小娃娃皮（学名：Daphne gracilis）为瑞香科瑞香属下的一个种。

## 扩展阅读
- 維基物種上的相關：小娃娃皮